# Aeolidioidea
Super-famille
Les Aeolidioidea, aéolides ou éolides, sont une super-famille de mollusques nudibranches.

## Systématique et taxinomie
La classification des Aeolidioidea est basée sur l'étude de Korshunova et al., 2017, ajustée par Furfaro & Mariottini 2021. 
Liste des familles selon World Register of Marine Species (28 septembre 2021) :
- famille Aeolidiidae Gray, 1827
- famille Babakinidae Roller, 1973
- famille Facelinidae Bergh, 1889
- famille Flabellinopsidae Korshunova, Martynov, Bakken, Evertsen, Fletcher, Mudianta, Saito, Lundin, Schrödl & Picton, 2017
- famille Glaucidae Gray, 1827
- famille Myrrhinidae Bergh, 1905
- famille Notaeolidiidae Eliot, 1910
- famille Piseinotecidae Edmunds, 1970
- famille Pleurolidiidae Burn, 1966

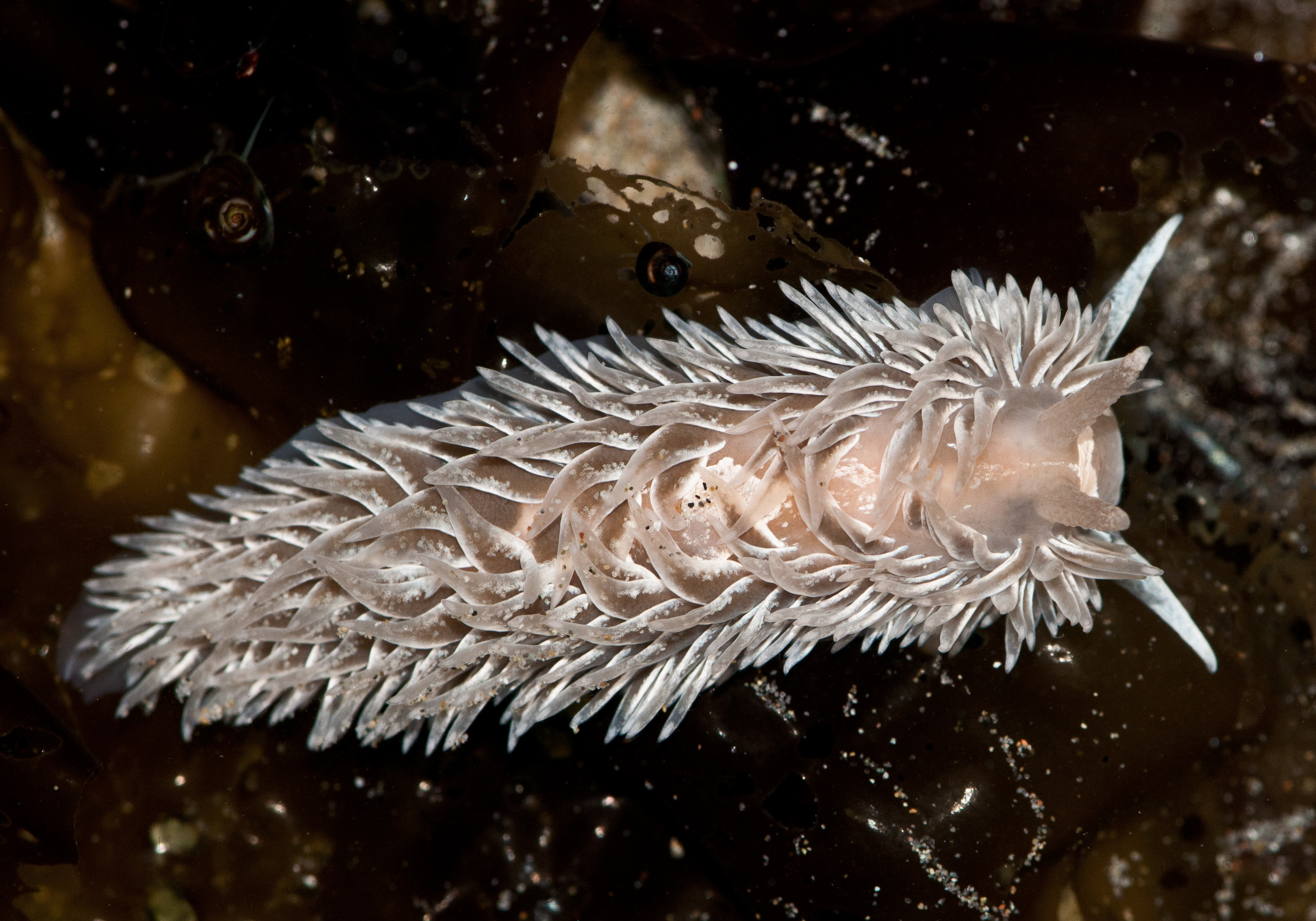
Aeolidia papillosa, un Aeolidiidae
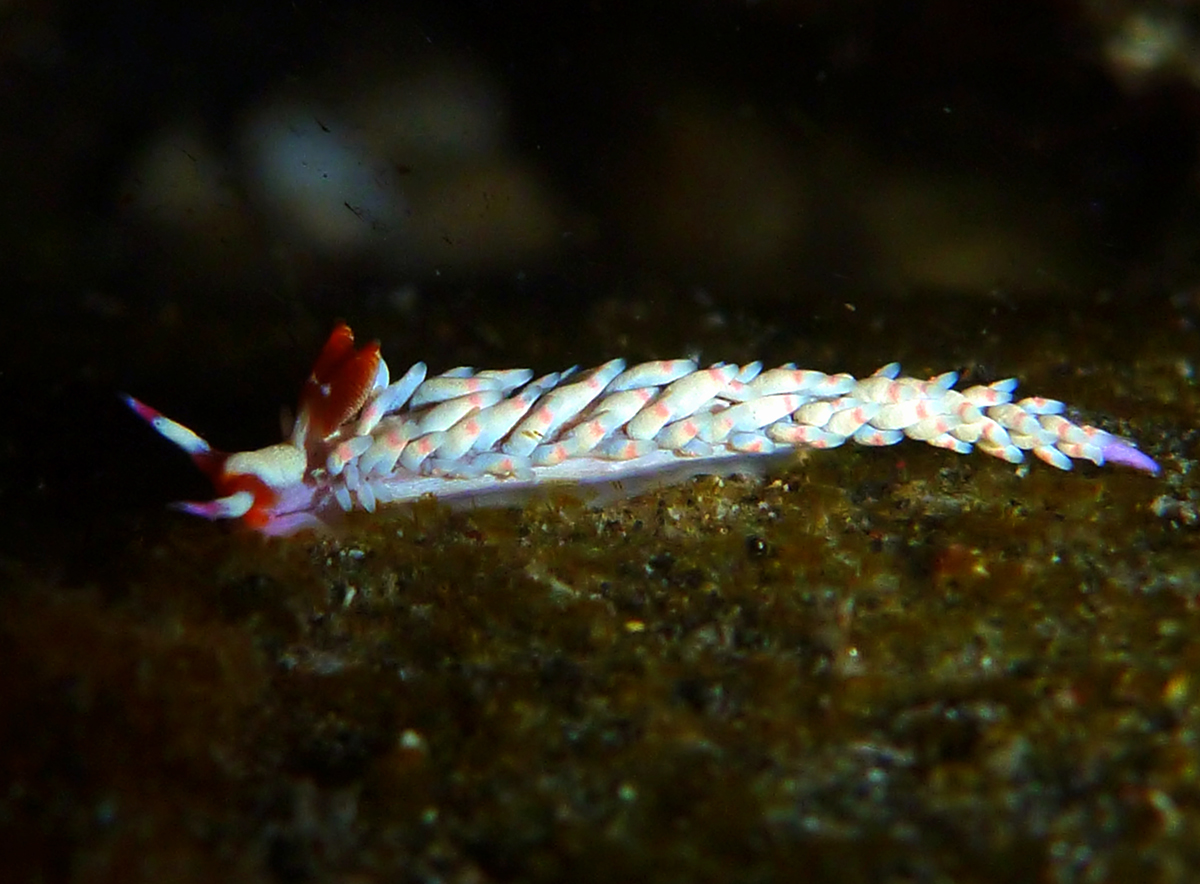
Babakina indopacifica, un Babakinidae
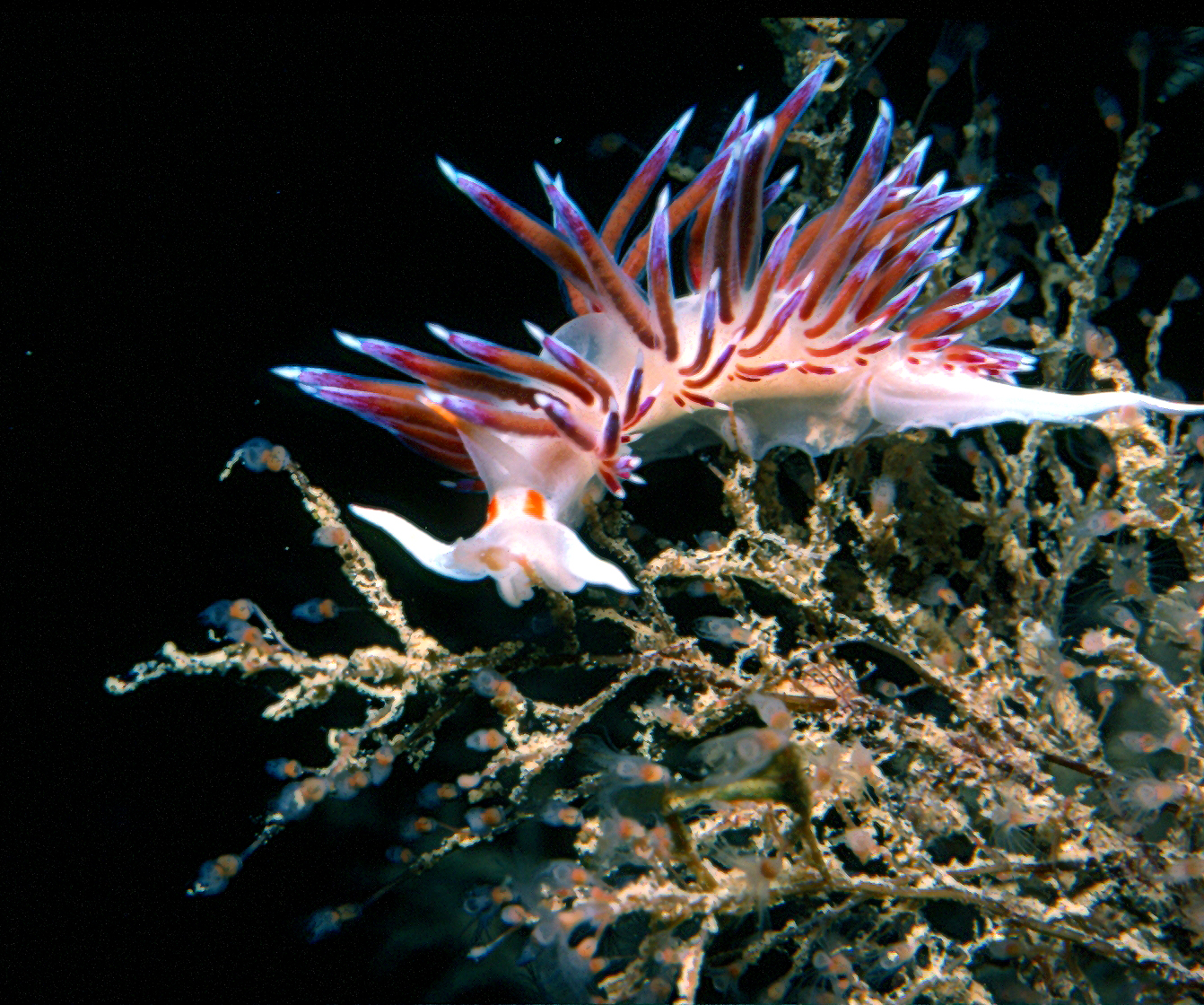
Cratena peregrina, un Facelinidae
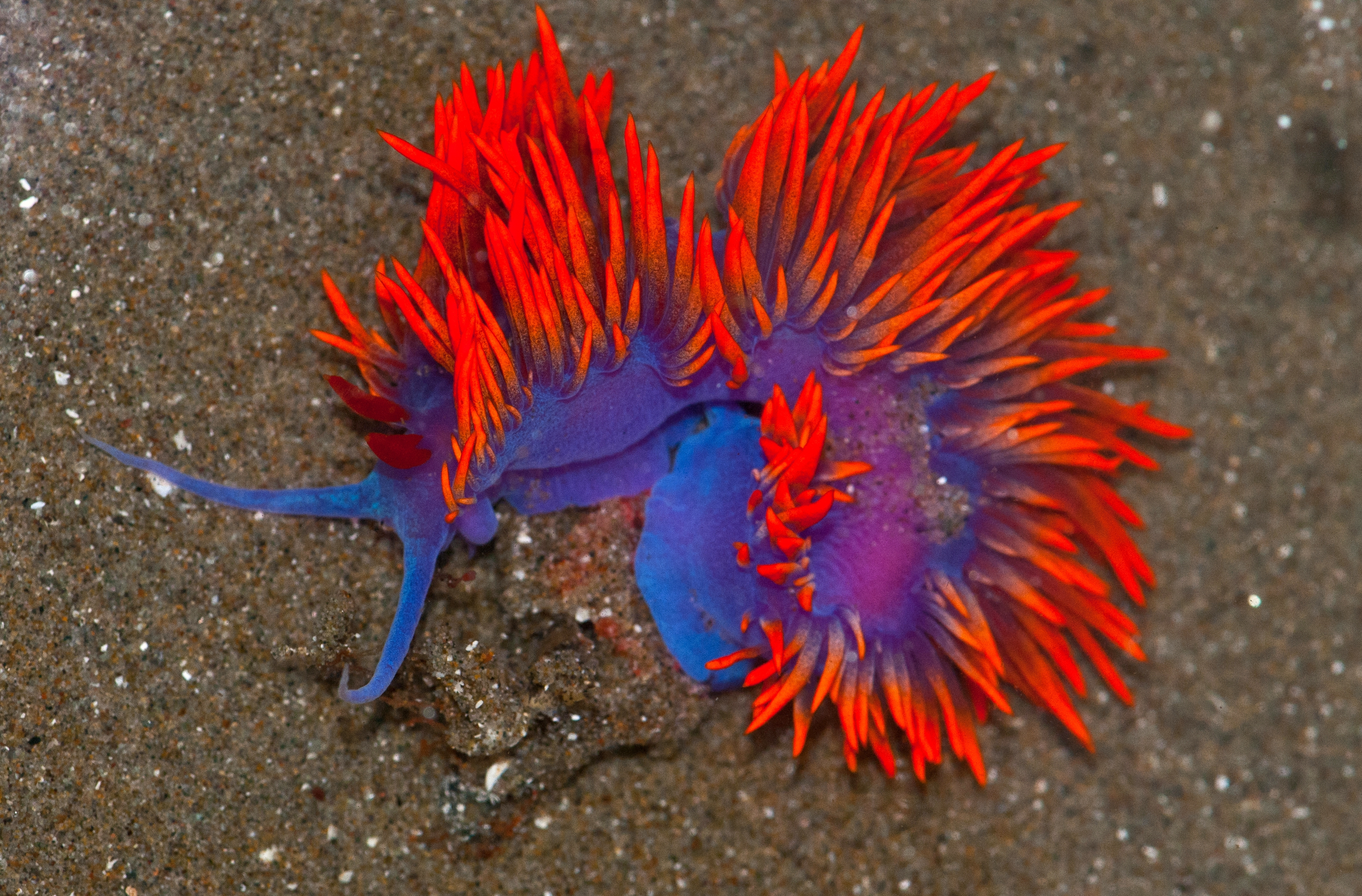
Flabellinopsis iodinea, un Flabellinopsidae
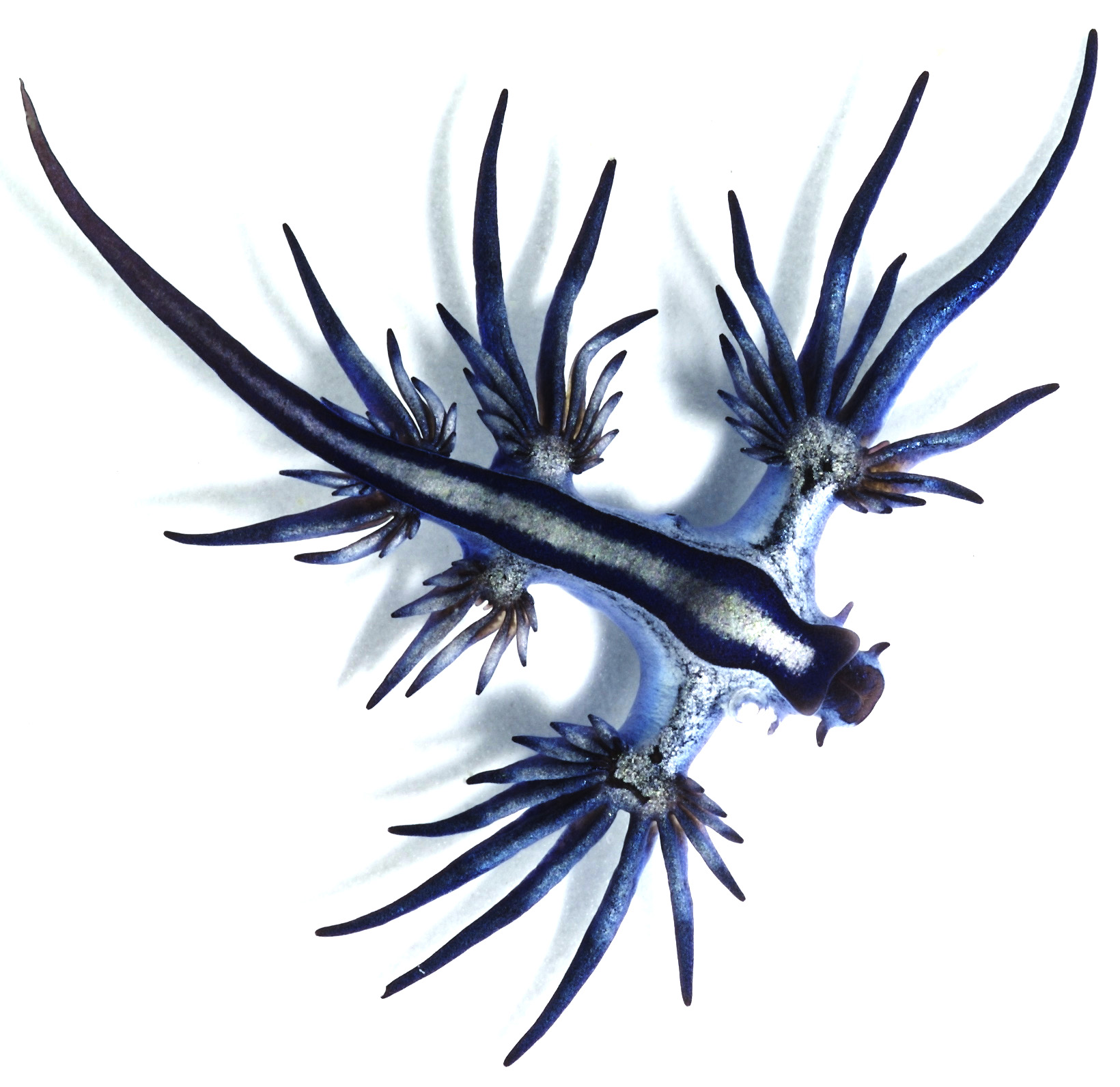
Glaucus atlanticus, un Glaucidae.
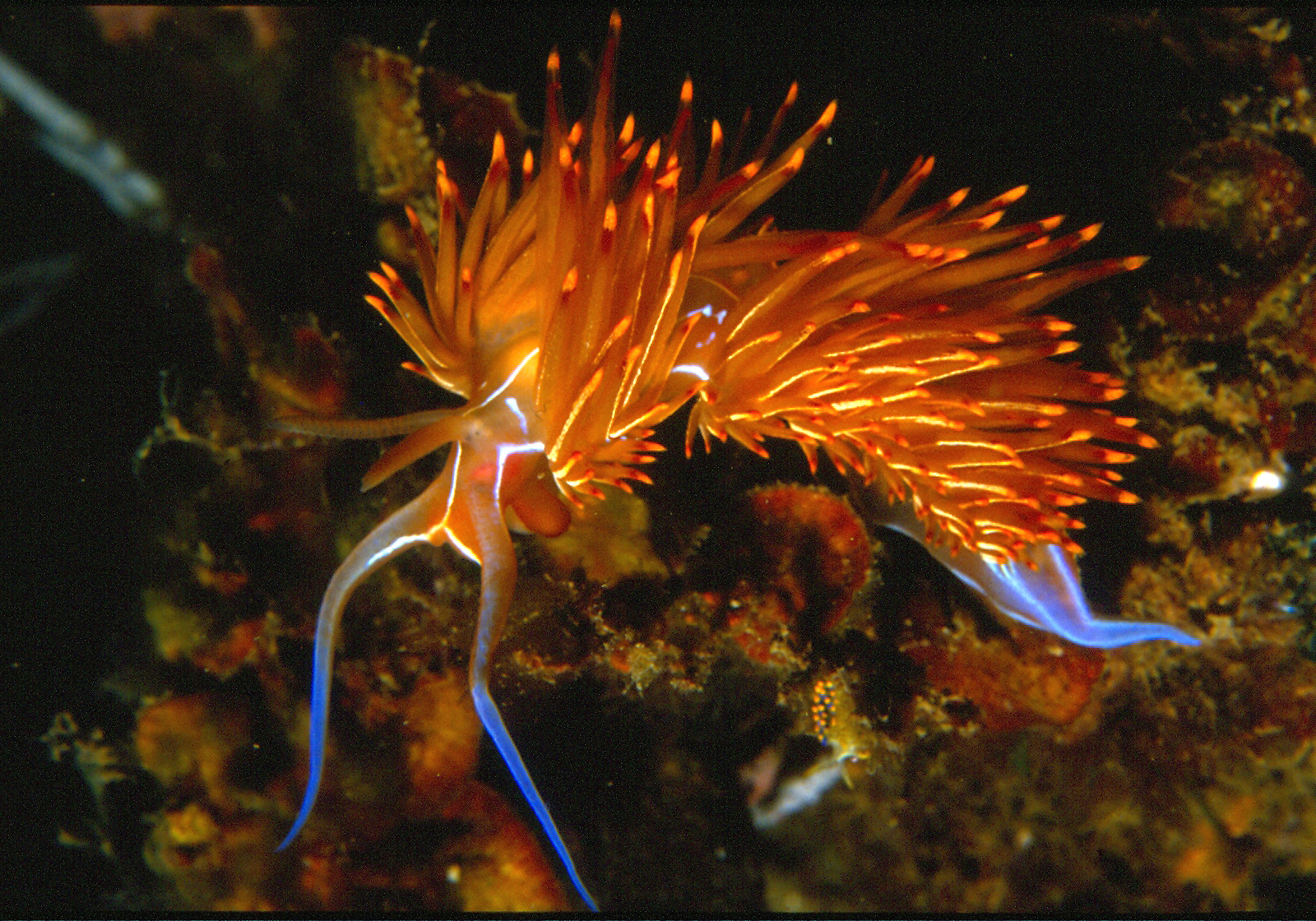
Nemesignis banyulensis, un Myrrhinidae.
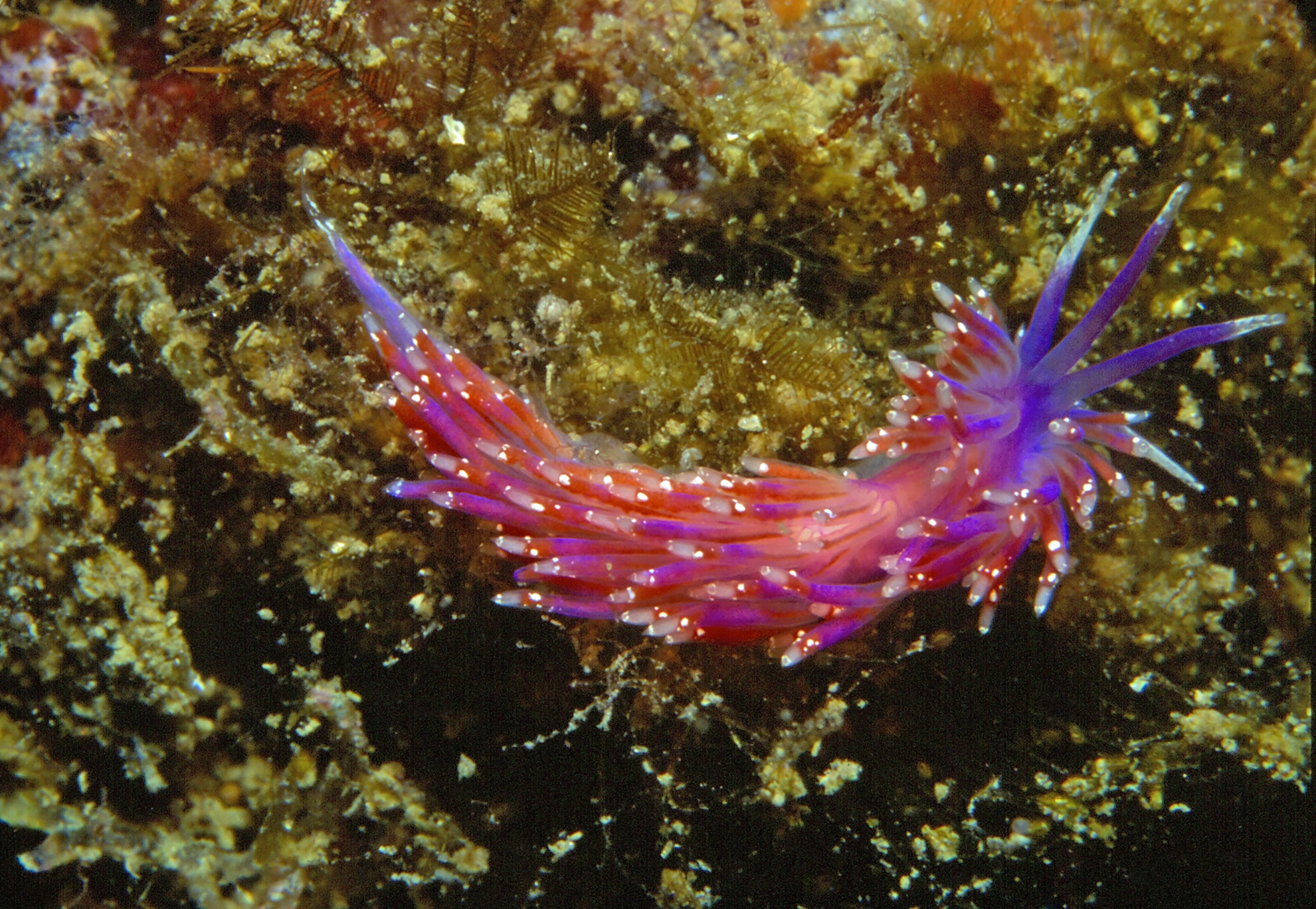
Piseinotecus soussi, un Piseinotecidae